# Поляна (Львовский район)
Поляна (укр. Поляна) — село в Комарновской городской общине Львовского района Львовской области Украины.
Население по переписи 2001 года составляло 247 человек. Занимает площадь 4,7 км². Почтовый индекс — 81557. Телефонный код — 3231.